# Poecilimon kisi
Poecilimon kisi är en insektsart som beskrevs av Peshev 1980. Poecilimon kisi ingår i släktet Poecilimon och familjen vårtbitare. Inga underarter finns listade i Catalogue of Life.